# Arcenio León
Pour les articles homonymes, voir León.
Arcenio León (né le 22 septembre 1986 à Maracaibo, Zulia, Venezuela) est un lanceur de relève droitier de la Ligue majeure de baseball.

## Carrière
Arcenio León commence sa carrière professionnelle en 2006. Il joue en ligues mineures avec des clubs affiliés aux Astros de Houston de 2006 à 2012, aux Brewers de Milwaukee en 2013 et 2014, puis aux White Sox de Chicago en 2015. Après une saison 2015 marquée par les blessures chez les Knights de Charlotte, le club-école des White Sox en Ligue internationale, León joue dans la Ligue mexicaine de baseball en 2016, où il est stoppeur des Acereros de Monclova. En octobre 2016, il signe un contrat avec les Tigers de Détroit.
Il joue avec l'équipe du Venezuela à la Classique mondiale de baseball 2017.
À l'âge de 30 ans et 12 ans après ses débuts professionnels, Arcenio León joue son premier match dans la Ligue majeure de baseball avec les Tigers de Détroit le 28 mai 2017.